# Acanthocinus sinensis
Acanthocinus sinensis es una especie de escarabajo longicornio del género Acanthocinus, tribu Acanthocinini, subfamilia Lamiinae. Fue descrita científicamente por Pic en 1916.
La especie se mantiene activa durante los meses de abril, junio, julio y agosto.

## Descripción
Mide 10-14 milímetros de longitud.

## Distribución
Se distribuye por China.